# Tortoreta diamant
La tortoreta diamant (Geopelia cuneata) és una espècie d'ocell de la família dels colúmbids (Columbidae) que habita sabanes, boscos clars i matolls d'Austràlia, mancant de les franges sud i est.